# Akademia Wojskowa Cesarzowej Ludwiki

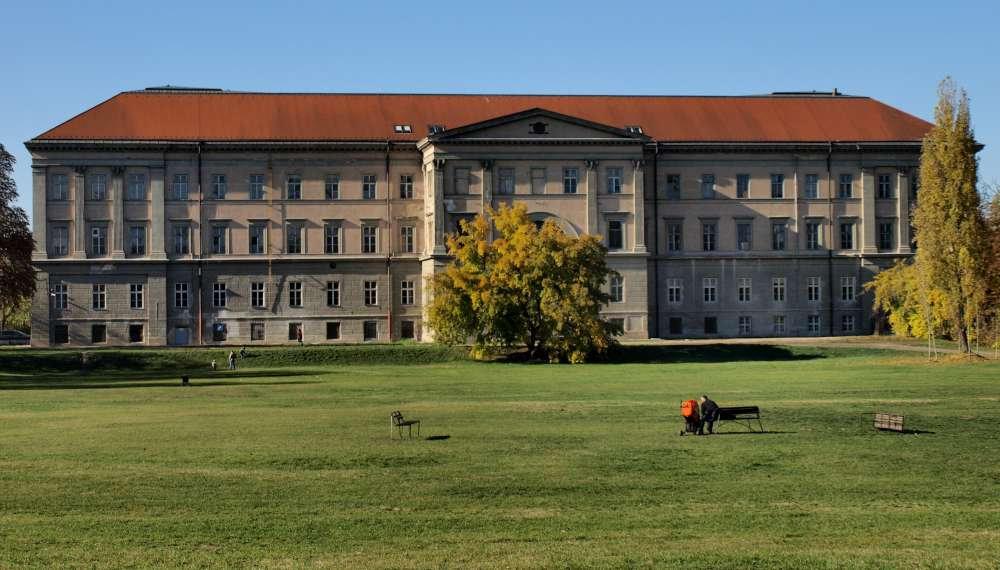
Budynek Akademii

Akademia Wojskowa Cesarzowej Ludwiki (węg. Magyar Királyi Honvéd Ludovika Akadémia, Ludoviceum, Ludovika-Akademie) – węgierska akademia wojskowa, utworzona w 1872 w Budapeszcie.
Uczelnia została utworzona z powstałej w 1808 szkoły oficerskiej. Nosiła imię Marii Ludwiki Habsburg-Este. Zakończyła działalność w 1945.

## Literatura
- Gerhard Janaczek: Tüchtige Officirs und rechtschaffene Männer. Eine historische Bildreise zu den Militär-Erziehungsanstalten und Bildungsanstalten der k.(u.)k. Monarchie. Vitalis Verlag 2007, ISBN 978-3-89919-080-9
- Rada Tibor: A Magyar Királyi Honvéd Ludovika Akadémia. és a Testvérintézetek Összefoglalt Története (1830-1945), Gálos-Nyomdász Kft., Budapest, 1998.